# Rozhledna Mūšos tyrelio
Rozhledna Mūšos tyrelio nebo rozhledna Mūša tyrelis, litevsky Mūšos tyrelio apžvalgos bokštelis nebo Mūšos tyrelio apžvalgos bokštas, je rozhledna v mokřadech/bažinách Mūšos tyrelio/Mūša tyrelis (Mūšos tyrelio pelkė) v chráněném území Mūšos tyrelio telmologinis draustinis v regionálním parku Žagarė v Litvě. Nachází se v seniorátu Gaižaičių seniūnija v okrese Joniškis v Šiauliaiském kraji.

## Další informace
Rozhledna Mūšos tyrelio je jednoduchá dřevěná, příhradová a zastřešená konstrukce. Na vyhlídkovou plošinu vedou dřevěné schody. Rozhledna se nachází na trase naučné stezky Mūšos tyrelio (Mūšos Tyrelio pažintinis takas), která je nejdelší bažinnou turistickou trasou v Litvě. Nabízí nádherný výhled na rozsáhlý bažinatý biotop místní přírodní památky regionálního parku Žagarė soustavy NATURA 2000. Zajímavostí je, že tato malá rozhledna byla postavena bez stavebních strojů a na bažině a má tedy základy stavby založené až na podloží v hloubce 2,4 m. Rozhledna je celoročně volně přístupná a byla postavena, společně s naučnou stezkou, v roce 2015.

## Galerie

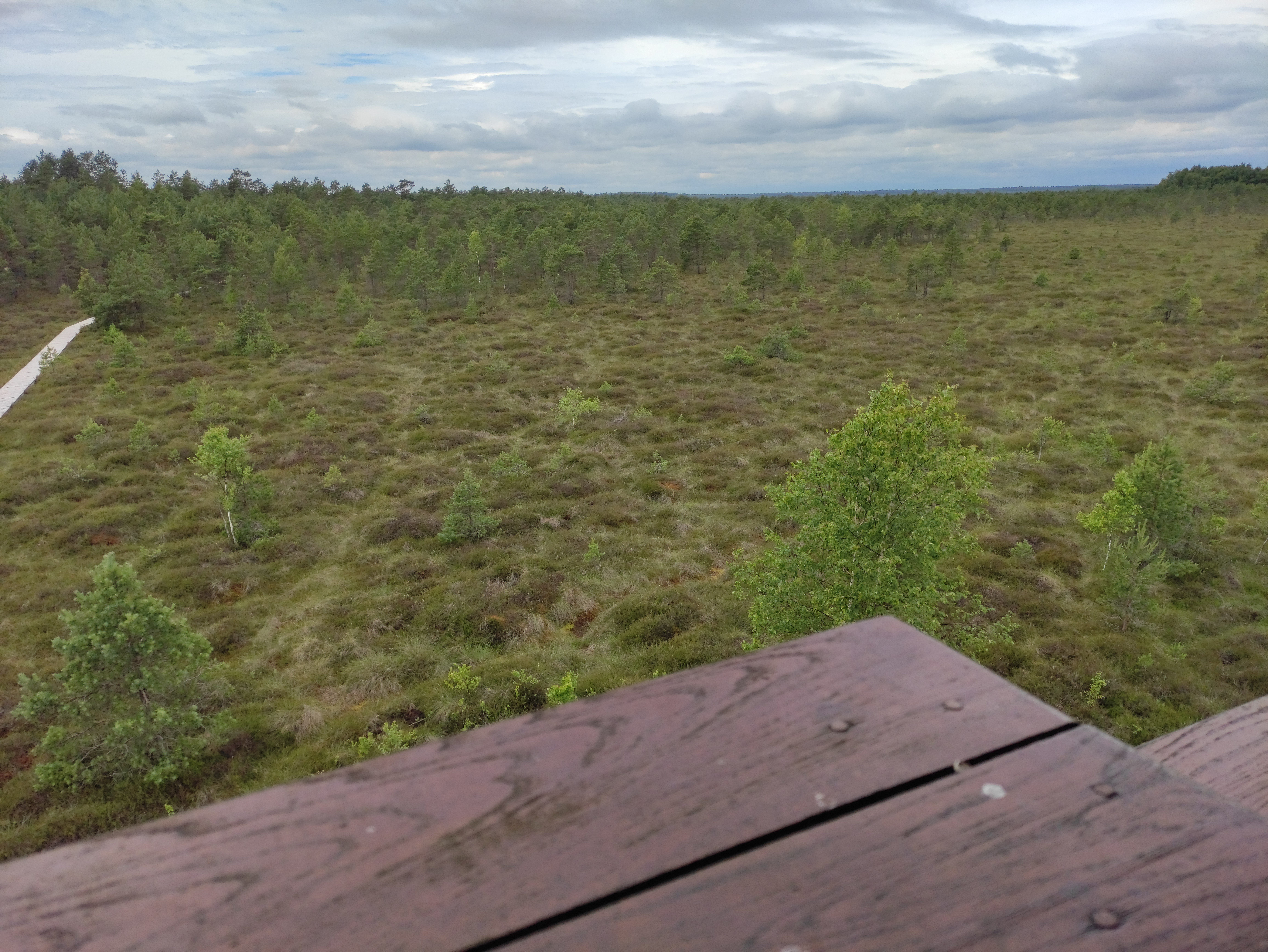
Vyhlídka z rozhledny